# Joseph Ramotshabi
Joseph Ramotshabi (* 1. Juni 1962) ist ein ehemaliger botswanischer Mittelstreckenläufer, der sich auf die Distanz 400 m spezialisiert hatte.

## Sport
Ramotshabi nahm an den Olympischen Sommerspielen 1980 in Moskau, 1984 in Los Angeles und 1988 in Seoul teil.
In den Wettkämpfen über 400 m, 800 m und in der Staffel 4 × 400 m 1988 schied er jeweils  in den Vorläufen aus. 1988 lief er mit den Teamkollegen Kebapetse Gaseitsiwe, Tobolane Kgarametso und Sunday Maweni.